# Stephanospora flava
Stephanospora flava är en svampart som först beskrevs av Rodway, och fick sitt nu gällande namn av G.W. Beaton, Pegler & T.W.K. Young 1985. Stephanospora flava ingår i släktet Stephanospora och familjen Stephanosporaceae.   Inga underarter finns listade i Catalogue of Life.